# 栢山站 (日本)

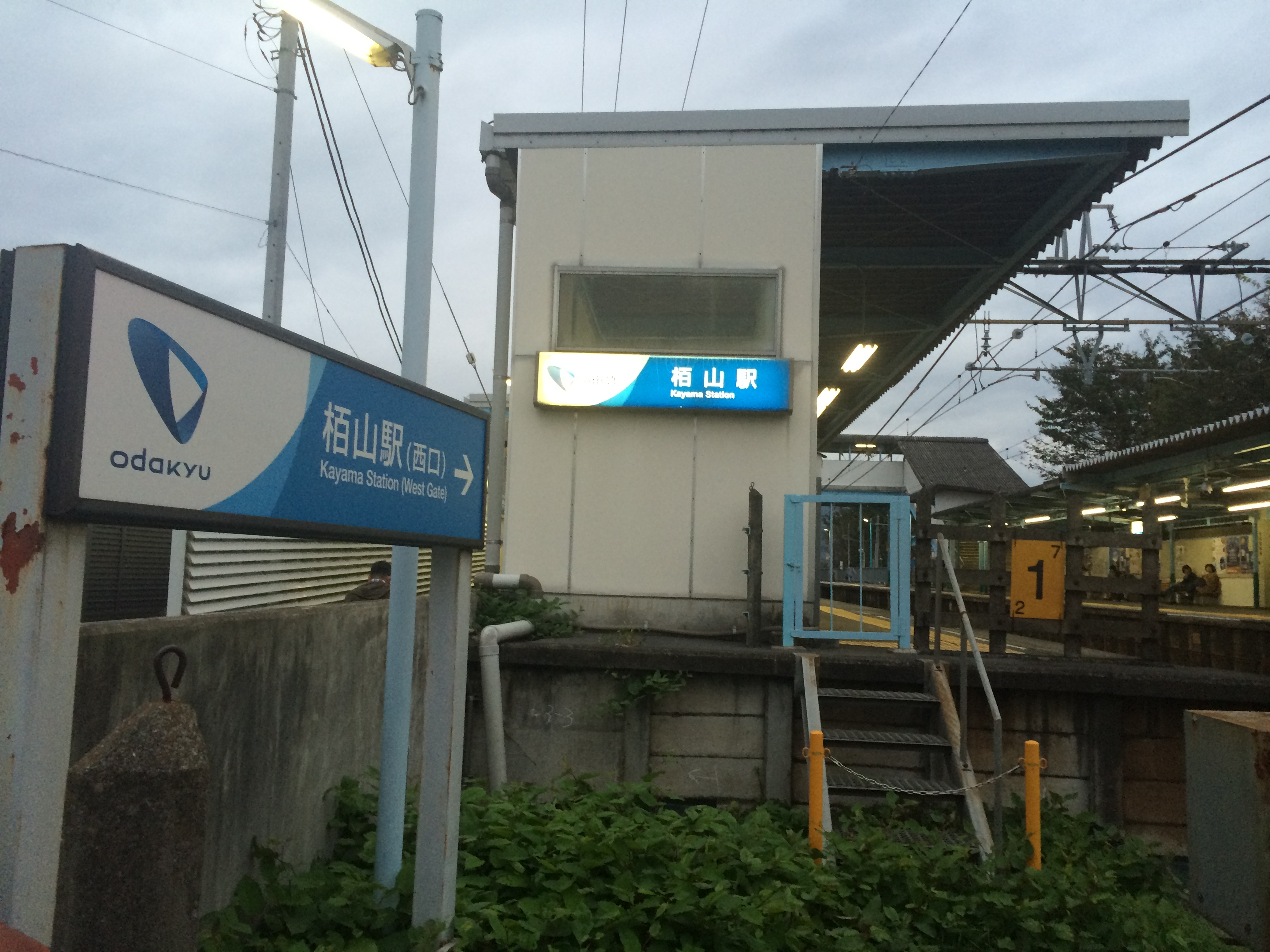
西口（2016年10月）

栢山站（日语：／ Kayama eki */?）是位於神奈川縣小田原市栢山，屬於小田急電鐵小田原線的鐵路車站。本站的站名源自於周邊的地名「栢山」，車站編號是OH 43。

## 歷史
- 1927年（昭和2年）4月1日 - 開業。為「直通」班次停靠站。
- 1945年（昭和20年）6月 - 各站停車延伸至全線，本站為其停靠站。同時廢止「直通」班次。
- 1946年（昭和21年）10月1日 - 新增準急班次，本站為其停靠站。
- 1960年（昭和35年）3月25日 - 新增通勤準急班次，本站為其停靠站。
- 1964年（昭和39年）11月5日 - 廢止通勤準急。
- 1983年（昭和58年）3月22日 - 增停部分急行班次。
- 2008年（平成20年）3月15日 - 「準急」不再駛入新松田以西，本站不再停靠「準急」。
- 2018年（平成30年）3月17日 - 小田原至本厚木各站停車的急行列車改在新松田變更車種為各站停車，本站不再有急行停靠[2]。另外，停靠本站的列車不直通箱根登山線。

## 車站構造

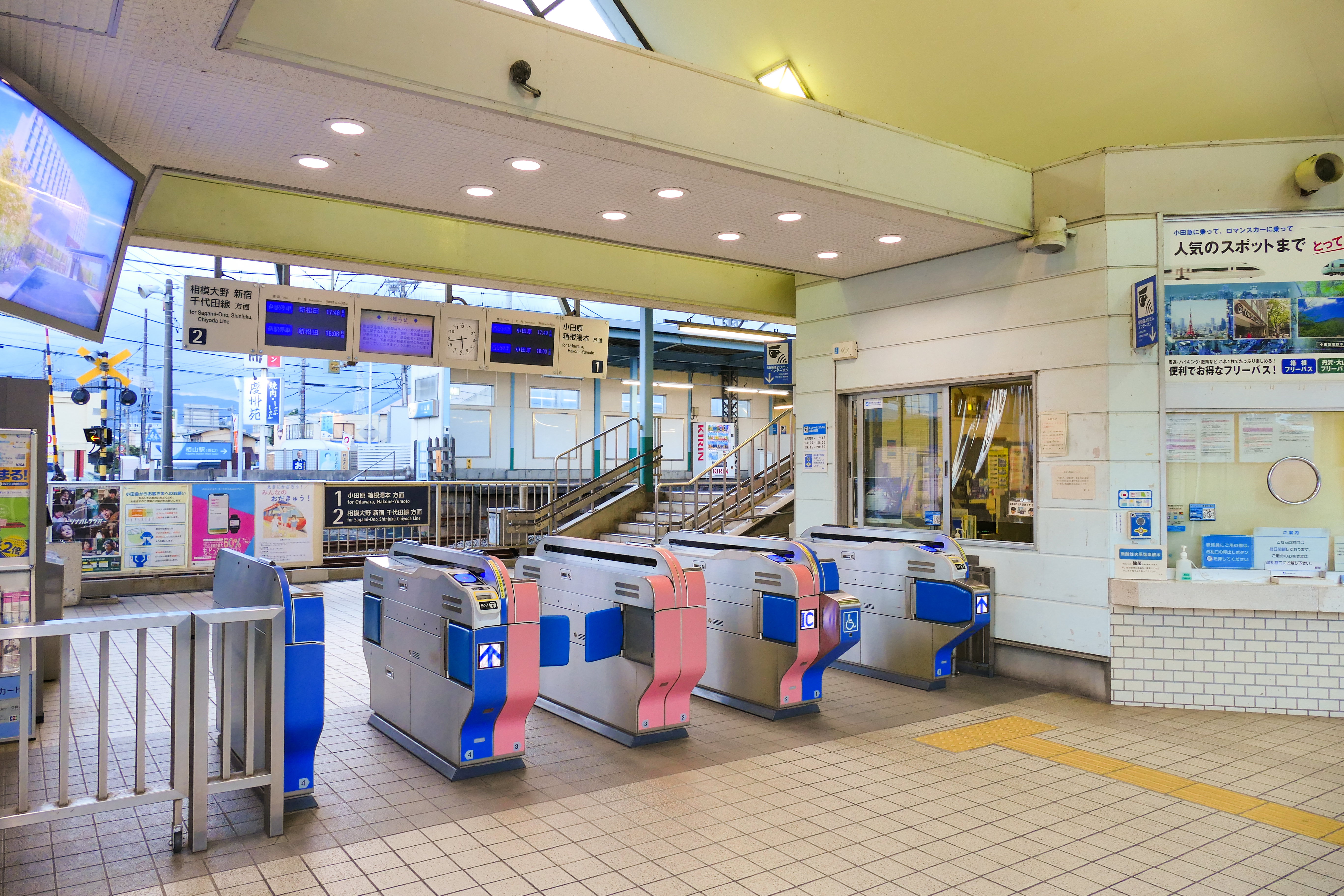
東驗票口(2021年9月)

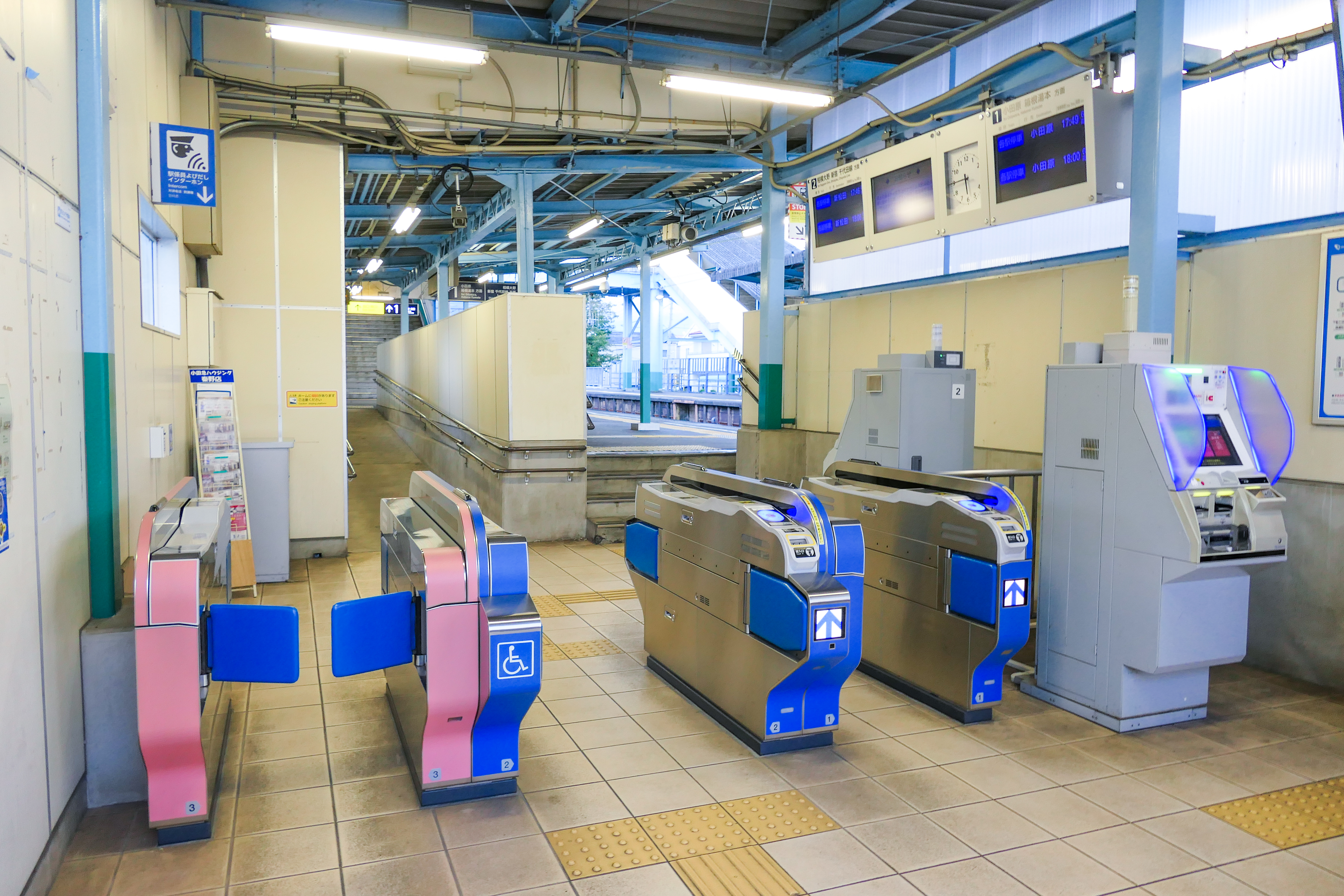
西驗票口(2021年9月)

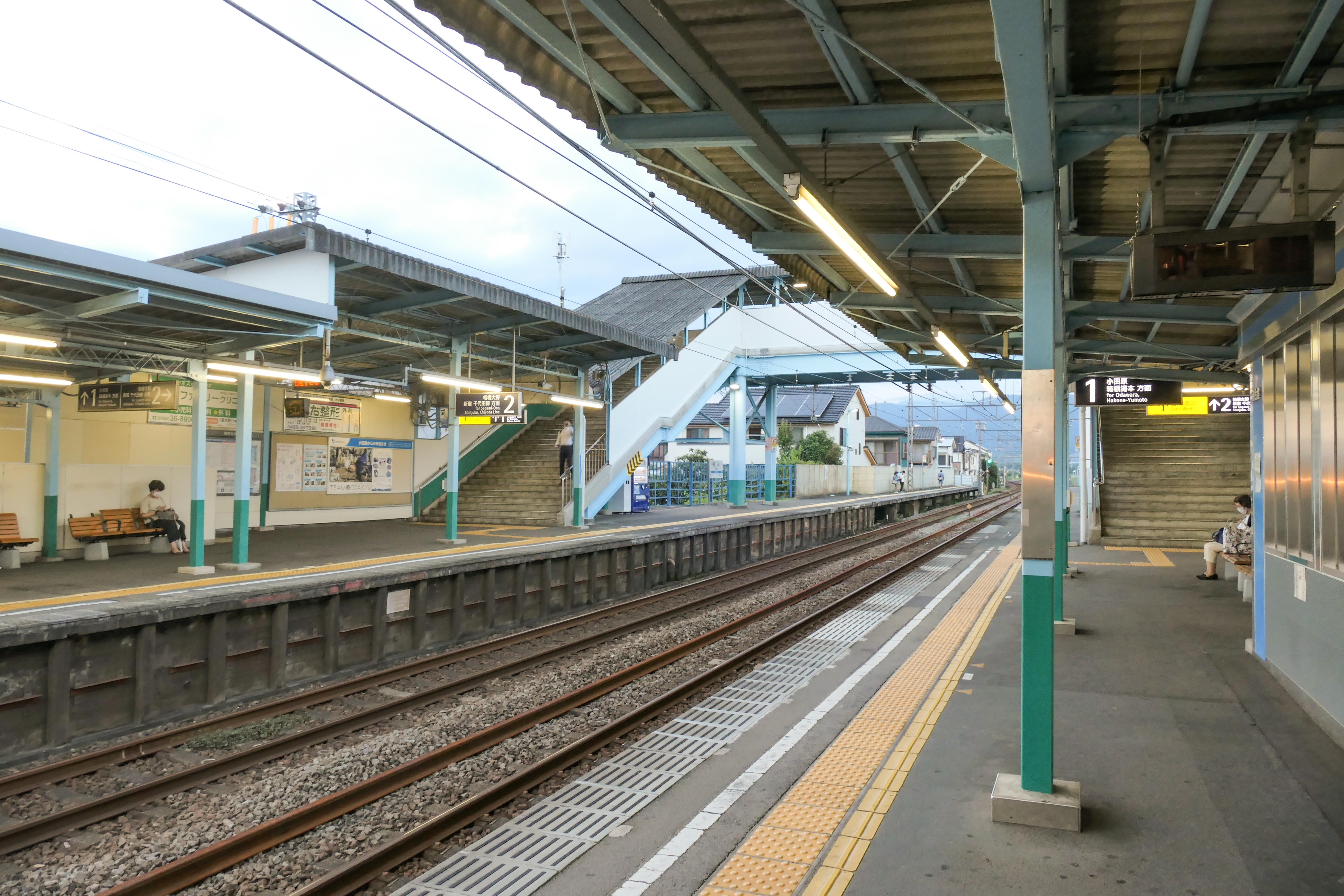
月台(2021年9月)

本站是側式月台2面2線地面車站。東西兩月台皆有剪票口，月台間有天橋連結。出口有部分時段無站員。包含本站在內的新松田至小田原間中途5站的月台有效長度為120公尺（20公尺車輛6組），不停靠10輛編組的急行。
2015年度，本站與鄰站開成站、富水站與螢田站、足柄站計畫設置列車資訊顯示器，同年底完成設置。

### 月台配置
| 月台 | 路線     | 方向 | 目的地                       |
| ---- | -------- | ---- | ---------------------------- |
| 1    | 小田原線 | 下行 | 小田原、箱根湯本方向         |
| 2    | 小田原線 | 上行 | 相模大野、新宿、千代田線方向 |

※本站列車不直通千代田線、箱根登山線。

## 使用情況
2017年度1日平均上下車人次為9,112人。小田急線全70站中排名63位。
近年上下車人次、上車人次變化如下表。
| 年度               | 1日平均 上下車人次 | 1日平均 上車人次 | 來源     |
| ------------------ | ------------------ | ---------------- | -------- |
| 1995年（平成07年） |                    | 6,388            | [ * 1 ]  |
| 1998年（平成10年） |                    | 5,821            | [ * 2 ]  |
| 1999年（平成11年） |                    | 5,638            | [ * 3 ]  |
| 2000年（平成12年） |                    | 5,196            | [ * 3 ]  |
| 2001年（平成13年） |                    | 5,072            | [ * 4 ]  |
| 2002年（平成14年） |                    | 4,872            | [ * 5 ]  |
| 2003年（平成15年） | 9,284              | 4,693            | [ * 6 ]  |
| 2004年（平成16年） | 9,048              | 4,636            | [ * 7 ]  |
| 2005年（平成17年） | 9,034              | 4,623            | [ * 8 ]  |
| 2006年（平成18年） | 9,139              | 4,681            | [ * 9 ]  |
| 2007年（平成19年） | 9,518              | 4,859            | [ * 10 ] |
| 2008年（平成20年） | 9,554              | 4,865            | [ * 11 ] |
| 2009年（平成21年） | 9,398              | 4,773            | [ * 12 ] |
| 2010年（平成22年） | 9,316              | 4,725            | [ * 13 ] |
| 2011年（平成23年） | 9,328              | 4,725            | [ * 14 ] |
| 2012年（平成24年） | 9,379              | 4,749            | [ * 15 ] |
| 2013年（平成25年） | 9,650              | 4,885            | [ * 16 ] |
| 2014年（平成26年） | 9,310              | 4,697            | [ * 17 ] |
| 2015年（平成27年） | 9,372              | 4,726            | [ * 18 ] |
| 2016年（平成28年） | 9,287              | 4,680            | [ * 19 ] |
| 2017年（平成29年） | 9,112              |                  |          |

## 車站周邊
線路東側有平行的酒匂川。附近以二宮尊德（金次郎）出生地聞名。
- 栢山站前郵便局
- 神奈川縣立小田原城北工業高等學校（日语：神奈川県立小田原城北工業高等学校）
- 小田原百貨店（日语：小田原百貨店）栢山店
- 小田原市立櫻井小學校（日语：小田原市立桜井小学校）
- 小田原市立城北中學校（日语：小田原市立城北中学校）
- 神奈川縣立大井高等學校（日语：神奈川県立大井高等学校）（步行20分鐘）

### 巴士路線
東口發車，可搭乘箱根登山巴士與富士急湘南巴士。
- 箱根登山巴士

- 小田原站東口－栢山站
- 栢山站－飯田岡入口－Dynacity（ダイナシティ）－Korona World（コロナワールド）

- 富士急湘南巴士

- 栢98：栢山站－大井高校

## 相鄰車站
小田急電鐵
 小田原線

■快速急行、■急行
通過
■各站停車
開成（OH 42）－栢山（OH 43）－富水（OH 44）

## 外部連結
- 栢山 - 小田急電鐵